# Hermadion acanellae
Hermadion acanellae är en ringmaskart som beskrevs av Addison Emery Verrill 1881. Hermadion acanellae ingår i släktet Hermadion och familjen Polynoidae. Inga underarter finns listade i Catalogue of Life.